# 阿瑟河 (萊芒湖)
46°23′03″N 6°14′48″E / 46.384099°N 6.246800°E

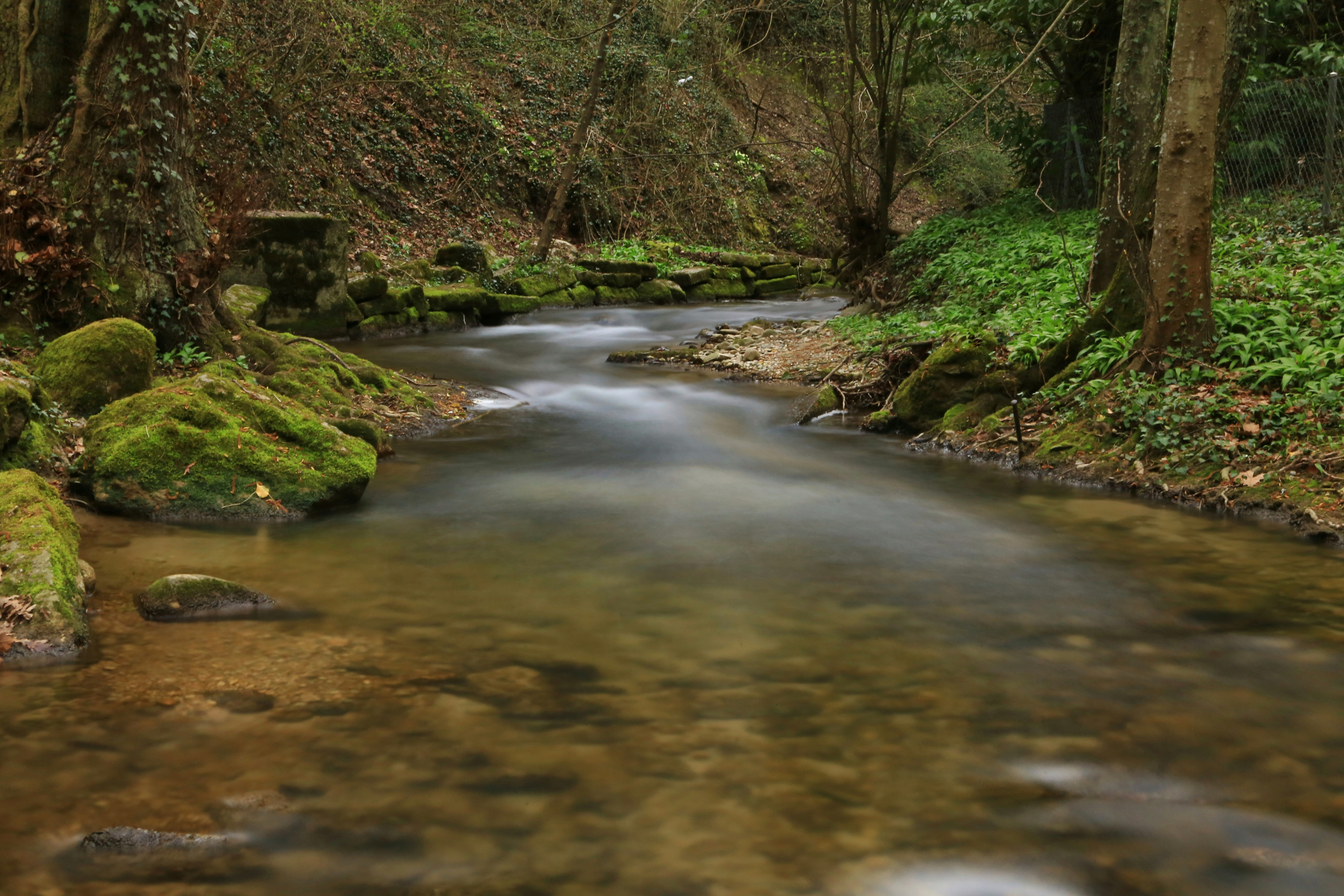

阿瑟河是瑞士的河流，位於該國西部，流經沃州，屬於羅訥河的支流，河道全長11.4公里，流域面積23.8平方公里，最終注入萊芒湖。